# Арини

1,2-Дидегiдробензен

Ари́ни (рос. арины, англ. arynes) — ароматичні сполуки, в циклі яких припускається наявність потрійного зв'язку, наприклад, 1,2-дидегідробензен (циклогексиндієн).
Арини відомі як можливі інтермедіати в деяких реакціях заміщення, наприклад, амінування галогенбензенів амідом натрію: